# Carmen miserabile
Carmen miserabile, super destructione Regni Hungarie per Tartaros (Žalosna pjesma, o tome kako su Tatari uništili Ugarsko kraljevstvo), povijesno djelo napisano kao pjesma u prozi u kojem se opisuje provala Mongola (Tatara) u Ugarsko-Hrvatsko kraljevstvo 1241. godine. Autor djela napisanog u formi pisma je talijanski redovnik, kroničar i splitski nadbiskup Rogerije iz Apulije (o. 1200. – 1266.). Originalni rukopis djela sačinjen je vjerojatno 1244. godine, ali nije sačuvan. Prvo izdanje djela objavio je 1488. godine u Brnu János Thuróczy kao dodatak historiografskom djelu Chronica Hungarorum.

## Sadržaj djela
U uvodu se Rogerije sažalijeva nad tužnom sudbinom Ugarske, kojoj je svojim djelovanjem pridonio kralj Bela IV. U glavama 1. i 2. opisuje želju kralja Bele da bude dostojan svojih prethodnika na prijestolju, kao promicatelj kršćanske vjere. U tu svrhu širi kršćanstvo među Kumanima. U glavama 3. – 7. opisano je pet razloga koji su izazvali mržnju između kralja i njegovih podanika. U glavama 8. – 12 navedena su opravdanja za navedene uzroke mržnje, a 13. glavom Rogerije se, nakon što je opisao uzrok uništenja Ugarske, vraća na glavnu temu djela. U glavama 14. – 16. opisao je atmosferu u Ugarskoj koja je zavladala nakon što su stigle glasine o pojavi Tatara na istočnim granicama zemlje te kraljev poziv na vijeće koje je trebalo raspravljati o obrani zemlje.
U narednim glavama (17. – 19.) nabrajaju se tatarski vojskovođe, dok glave 20. – 22. govore o tatarskom pustošenju Kumanije i Rusije. Nakon toga, opet slijedi digresija o tome kako je austrijski vojvoda svojeručno ubio dvojicu Tatara. Glave 24. – 26. govore o Kumanima, dok se u glavama 27. – 30. opisuju sukobi na svim stranama, uključujući i stravičan pokolj na Mohiju. Glava 31. opisuje tatarsku prevaru, a glave 32. i 33. austrijske napade na Ugarsku. Sljedećih nekoliko glava (33. – 39.) govori o tatarskim zločinima, pustošenjima, zarobljavanju autora kronika, Rogerija, od strane Tatara te uništenje Ostrogona. U glavi 40. opisuje se Rogerijev bijeg iz zarobljeništva te odlazak Tatara iz Ugarske.